# 輝特部
輝特部（原意为“北”）是明清時期蒙古的一部落，姓伊克明安氏。蒙古史籍《萨拉图吉》（大黄史）记载，辉特部源於“林木中百姓”的斡亦剌惕（外剌、瓦剌）部落首领忽都合别乞的两个儿子亦纳勒赤（哈答）和脱劣勒赤的后裔。而德裔俄罗斯博物学家彼得·西蒙·帕拉斯于18世纪在圣彼得堡用德文出版的资料汇编《蒙古历史资料汇编》和《黄史》及《蒙古遊牧記》的说法不同，其中提到辉特部的始祖札巴甘墨尔根（Yoboghon mergen）是比成吉思汗早三代的英雄，因遭契丹（中国）记恨被杀，卫拉特后分为五部。明代末年辉特部遊牧於阿爾泰山一帶，长期遭土默特和喀尔喀万户的袭击，後附屬於厄鲁特四部中的杜爾伯特部。土爾扈特部西遷後，輝特部遷至塔爾巴哈臺一帶，取代土爾扈特成為厄鲁特四部之一。另有一支遷居青海。清代中期輝特部內附，成為外札薩克蒙古的一部。
乾隆初年凖噶爾汗噶爾丹策零死後，準噶爾部發生內亂。乾隆十九年（1754年），輝特部台吉阿睦爾撒納被準噶爾汗達瓦齊所敗，不得已歸附清朝，被封為親王。乾隆二十年（1755年）春，以阿睦爾撒納為定邊左副將軍，從定北將軍班第西征達瓦齊。清軍攻破伊犁後，乾隆皇帝封阿睦爾撒納為輝特汗，晉封雙親王。但阿睦爾撒納並不滿足，而以衛拉特四部總汗自居，意圖謀反。班第察覺後密奏朝廷，於是乾隆皇帝命阿睦爾撒納赴熱河朝覲。阿睦爾撒納行至烏倫古河時，借口暫歸治裝，將副將軍印交予額林沁多爾濟，潛回塔爾巴哈臺起兵反清。朝廷派成衮札布、兆惠等前往平叛。乾隆二十二年（1757年），阿睦爾撒納兵敗，逃奔俄羅斯，不久病死。早先歸附清朝且未參與阿睦爾撒納叛亂的輝特部落，分別隸屬於喀爾喀札薩克圖汗部與杜爾伯特部。青海輝特部編為一旗，隸屬於西寧辦事大臣。

## 清代輝特部各旗
- 青海輝特南旗：納木占後裔。雍正三年（1725年）封輝特台吉納木占四世孫貢格為札薩克一等臺吉，九年（1731年）晉封輔國公。
- 輝特旗（附札薩克圖汗部）：罗卜藏後裔。乾隆三十年（1765年）封輝特台吉罗卜藏之孙、噶勒丹達爾札之子拉克沁噶喇為札薩克一等臺吉。
- 輝特下前旗（附杜爾伯特左翼遊牧）：初由汗车凌女婿達瑪璘所統。
- 輝特下後旗（附杜爾伯特右翼遊牧）：初由達瑪璘叔父罗卜藏所統。